# Marli Paulino
Marly Paulino Fagundes (Goioerê, 7 de abril de 1965), também conhecida como Marli Paulino, é uma comerciante e política brasileira filiada ao Solidariedade.

## Carreira política
Marly começou sua carreira política filiada ao Partido Social Cristão e disputou o cargo de vereadora de Pinhais nas eleições municipais de 1996. Ela conseguiu 366 votos (0,95%) e obteve êxito em sua primeira disputa eleitoral. Nas eleições de 2000, disputou a reeleição e obteve 810 votos (1,43%), sendo eleita novamente e desta vez filiada ao PMDB. Ela foi eleita vereadora pela terceira vez nas eleições municipais de 2004, com 1.483 votos (2,46%). Nas eleições estaduais de 2006, tentou se candidatar para o cargo de deputada estadual pelo PV, mas ficou na suplência com 12.374 votos (0,23%).
Em 2009, assumiu o cargo de vice-prefeita, junto com o companheiro de chapa Luizão Goulart. Nas eleições estaduais de 2010, tentou novamente se candidatar como deputada estadual, mas novamente ficou na suplência com 20.908 votos (0,4%). Em 2013 foi novamente reconduzida ao cargo de vice-prefeita.
Nas eleições estaduais de 2014, tentou novamente concorrer ao cargo de deputada estadual, mas novamente permaneceu na suplência com 34.293 votos (0,65%). Nas eleições municipais de 2016, foi eleita prefeita de Pinhais, pelo PDT, com 48.005 votos (82,06%). Já nas eleições municipais de 2020, foi reeleita prefeita, desta vez pelo PSD, com 36.671 votos (62,24%).
Em 2022, renunciou ao cargo de prefeita de Pinhais para disputar uma vaga no Legislativo Estadual, e com isso, a vice-prefeita Rosa Maria assumiu a prefeitura. Nas eleições estaduais de 2022, foi eleita deputada estadual pelo Solidariedade com 41.263 votos.

## Desempenho em eleições
| Ano  | Eleição              | Coligação | Partido       | Candidata a       | Votos           | Resultado             |
| ---- | -------------------- | --- | ------------- | ----------------- | --------------- | --------------------- |
| 1996 | Municipal de Pinhais | sem informações | PSC           | Vereadora         | 366 (0,95%)     | Eleita                |
| 2000 | Municipal de Pinhais | (PMDB, PMN) | PMDB          | Vereadora         | 810 (1,43%)     | Eleita                |
| 2004 | Municipal de Pinhais | (PMDB, PSC) | PMDB          | Vereadora         | 1.483 (2,46%)   | Eleita                |
| 2006 | Estaduais no Paraná  | sem coligação | PV            | Deputada estadual | 12.374 (0,23%)  | Não eleita (suplente) |
| 2008 | Municipal de Pinhais | Novo tempo (PT, PDT) | PDT           | Vice-prefeita     | 39.438 (64,20%) | Eleita                |
| 2010 | Estaduais no Paraná  | União pelo Paraná (PDT, PT, PMDB, PR, PCdoB)                                                                              | PDT           | Deputada estadual | 20.908 (0,36%)  | Não eleita (suplente) |
| 2012 | Municipal de Pinhais | Avante Pinhais (PRB, PP, PDT, PT, PTB, PMDB, PSL, PTN, PSC, PR, PPS, DEM, PSDC, PRTB, PHS, PMN, PTC, PSB, PV, PSD, PCdoB) | PDT           | Vice-prefeita     | 62.802 (93,77%) | Eleita                |
| 2014 | Estaduais no Paraná  | Paraná que segue em frente (PT, PDT, PCdoB, PRB)                                                                          | PDT           | Deputada estadual | 34.293 (0,60%)  | Não eleita (suplente) |
| 2016 | Municipal de Pinhais | Pinhais segue em frente (PDT, PT, PMN, PPS, PROS, PCdoB, PSL, PR, PSC, DEM, PRTB, PTC, PV, PRP, PMB, PSB)                 | PDT           | Prefeita          | 48.005 (82,06%) | Eleita                |
| 2020 | Municipal de Pinhais | Pra seguir em frente (Republicanos, Cidadania, PSC, PROS, PSD, PSB)                                                       | PSD           | Prefeita          | 36.671 (62,24%) | Eleita                |
| 2022 | Estaduais no Paraná  | sem coligação | Solidariedade | Deputada estadual | 41.263 (0,63%)  | Eleita                |